# 렌틀러
렌틀러(독일어: Ländler)는 18세기 말 경 오스트리아, 독일 남부, 스위스에서 유행했던 3/4 박자의 민족 무용이다.

## 같이 보기
- 판당고
- 마주르카